# Drapetis scutellaris
Drapetis scutellaris är en tvåvingeart som beskrevs av Mario Bezzi 1912. Drapetis scutellaris ingår i släktet Drapetis och familjen puckeldansflugor.
Artens utbredningsområde är Taiwan. Inga underarter finns listade i Catalogue of Life.